# Planinca, Šentjur
Planinca je naselje v Občini Šentjur.